# ريان بيلي (لاعب دوري الرغبي)
ريان بيلي (بالإنجليزية: Ryan Bailey)‏ هو لاعب دوري الرغبي بريطاني، ولد في 11 نوفمبر 1983 في ليدز في المملكة المتحدة.